# 漳渓礁

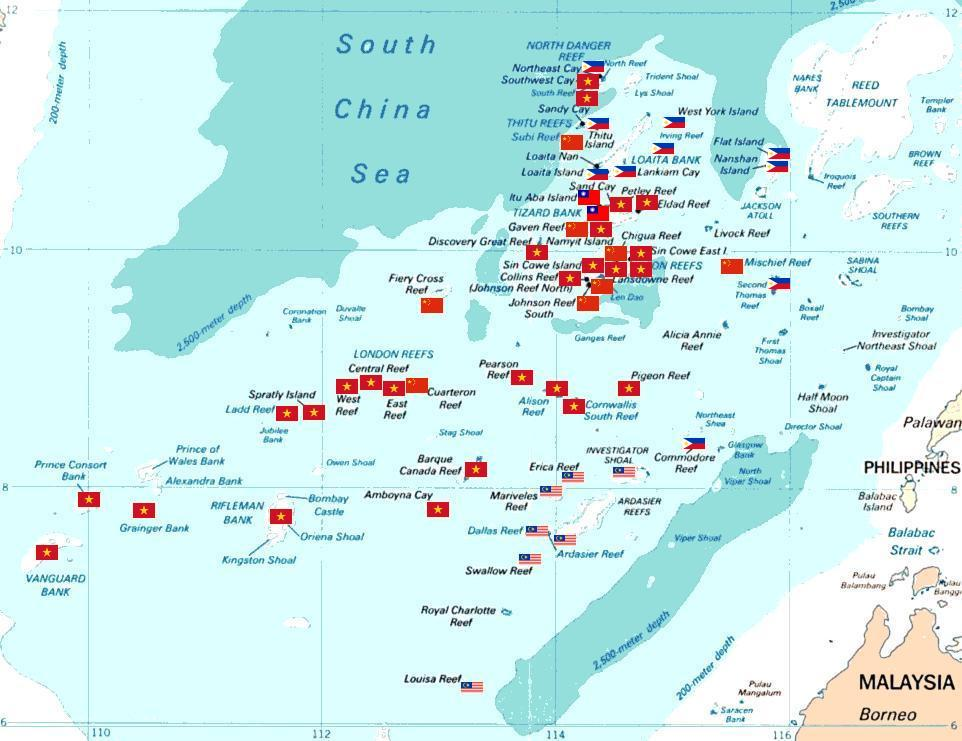
南沙諸島における南シナ海周辺諸国の実効支配状況

漳渓礁（しょうけいしょう、英語：Jones Reef、ベトナム語：Đá Văn Nguyên / 𥒥文原）は、南沙諸島のユニオン堆（英語：Union Banks、中国語: 九章群礁）と呼ばれる堆の南部にある暗礁である。扁参礁から北東1.4カイリ、屈原礁から3.8カイリを離れている。中華人民共和国、中華民国（台湾）とベトナムも主権を主張している。